# Inspektor Goddard
Inspektor Goddard ist ein US-amerikanischer Kriminalfilm aus dem Jahr 1950 von Lewis Allen mit Alan Ladd in der Titelrolle. Der Film wurde von Paramount Pictures produziert und zählt zum Subgenre des Film noir.

## Handlung
In Gary wird der Postinspektor Harry Gruber von Joe Regas und George Soderquist ermordet. Die beiden fahren mit der Leiche nach La Porte, um sie dort an einer Verladestation abzulegen. Während sie den Toten aus dem Wagen holen, bemerken sie eine Nonne, die mit ihrem Regenschirm zu kämpfen hat. Um sie abzulenken bietet ihr Soderquist seine Hilfe an, dennoch bemerkt die Nonne, dass Regas versucht, Gruber Körper aufrecht zu halten. Nachdem Soderquist ihr versichert, dass es sich um einen betrunkenen Freund handelt, macht sich die Nonne auf den Weg. Sie ist dennoch misstrauisch und fragt einen Motorradpolizisten, ob er den Wagen der beiden Männer kontrollieren könne. Der Polizist muss sich jedoch um einen Raser kümmern.
Grubers Leiche wird gefunden und identifiziert. Aus Chicago wird der Postinspektor Al Goddard nach Gary geschickt, um den Fall zu untersuchen. Goddard findet die Nonne, Schwester Augustine, die zunächst nicht aussagen will. Goddard kann sie überzeugen, der Polizei bzw. ihm zu helfen. In einer Polizeistation identifiziert sie Soderquist anhand eines Karteifotos. Goddard bittet sie, ihn zu dem Verdächtigen zu begleiten. Vorher stattet Augustine der Klostervorsteherin Mutter Ambrose einen Besuch ab. Mutter Ambrose fragt sie nach den Ermittlungen. Augustine gesteht ihren Widerwillen, weil Goddard kein Herz und keine Nächstenliebe habe. Trotzdem geht Augustine mit Goddard und dem Kriminalpolizisten David Goodman. In einer Billardhalle kann sie, gut versteckt, Soderquist identifizieren. Augustine will mit einem Taxi zurück ins Kloster fahren und wird dabei von Regas gesehen. Regas wird nervös und drängt seinen Boss Earl Boettiger, die Nonne eliminieren zu lassen.
Soderquist kann der Polizei entkommen. Goddard und Goodman entschließen sich zu kontrollieren, woran Gruber gearbeitet hat. Grubers Vorgesetzter erklärt, dass dieser drei Kraftfahrer beobachtete, die Geld- und Werttransporte durchführen. Einer der Fahrer ist Paul Ferrar, den Goddard in der Billardhalle gesehen hat. Goddard hegt den Verdacht, dass Gruber ermordet wurde, weil er einem geplanten Überfall auf der Spur war. Zur gleichen Zeit beobachtet Regas Schwester Augustine. Ein Mordversuch mit herabstürzenden Bauteilen einer Baustelle schlägt fehl. Boettiger hört von dem missglückten Anschlag und befiehlt Regas, die Nonne in Ruhe zu lassen. Soderquist soll allerdings die Stadt verlassen. Der weigert sich jedoch, nach St. Louis zu gehen und wird von Regas erschlagen.
Goddard gibt sich Ferrar gegenüber als Postinspektor in Geldnöten aus. Er erklärt ihm, er wisse über Gruber Bescheid und verlangt 25.000 Dollar für sein Schweigen. Boettiger und Ferrar schlagen ihm eine Beteiligung am Raub vor, bei dem es um eine Millionenlieferung in Bargeld geht. In der Poststation belauscht Ferrar ein Gespräch zwischen Goddard und dem Stationsleiter. Soderquists Leiche wurde in einem Kanal gefunden. Ferrar folgt Goddard zur Fundstelle, muss aber flüchten, als er gesehen wird. Ferrar kann entkommen und erreicht ein Treffen von Goddard, Boettiger, Regas und zwei weiteren Komplizen, Gene Gunner und Leo Cronin. Gerade will Ferrar Goddard entlarven, da wird er von diesem mit einer Pistole bedroht und gezwungen, mit ihm wegzufahren. Goddard informiert die Polizei und dankt Augustine für ihre Hilfe. Dann kehrt er zur Bande zurück, die in der Zwischenzeit den Ablaufplan geändert hat. Goddard alarmiert telefonisch Goodman über die Planänderung, wird dabei jedoch von Boettigers Freundin Dodie gehört. Zwar ist Dodie in Goddard verliebt, will aber Boettiger nicht betrügen und verlässt Gary.
Der Überfall wird am nächsten Tag vorbereitet. Regas sieht Augustine, verlässt seinen Posten und entführt die Nonne. Durch Regas Eigenmächtigkeit geht der Überfall schief. Die Räuber suchen mit Goddard ihr Versteck auf, in dem Regas Augustine gefangen hält. Regas will sie töten. Goddard verhindert dies und tötet Regas im Kampf. Unbeabsichtigt enthüllt Augustine Goddards wahre Identität. Goddard ergibt sich Boettiger im Austausch für Augustines Leben. Als Augustine das Versteck verlässt, greift Goddard Boettiger an. Im folgenden Kampf erschießt Goddard den Bandenboss. Zur gleichen Zeit erscheint die Polizei und nimmt Gunner und Cronin fest.

## Produktion

### Hintergrund
Gedreht wurde der Film vom 27. Juli bis Ende September 1949 in Indiana (u. a. in Gary, LaPorte, Fort Wayne), in Chicago sowie in den Paramount-Studios in Hollywood.
Laut einem Artikel in der Los Angeles Daily News vom 25. Juli 1949 basierte der Film auf wahren Begebenheiten und war der erste Film, den der United States Postal Service unterstützte. Der Assistent des United States Postmaster General, Harold Ambrose, wurde mehrmals nach Hollywood geschickt, um das Projekt mit dem Studio zu besprechen.

### Stab
Hans Dreier und Albert Nozaki waren die Art Directors, Sam Comer und Bertram C. Granger die Szenenbildner. Farciot Edouart war für die Spezialeffekte verantwortlich, Wally Westmore für das Make-up.

### Besetzung
In kleinen nicht im Abspann erwähnten Nebenrollen traten Murray Alper, Fritz Feld, Kathleen Freeman, Sid Tomack und Ernö Verebes auf. Ebenfalls unerwähnt blieben James Cornell in der Rolle des Mordopfers Harry Gruber und Frank Hagney als Motorradpolizist.

## Veröffentlichung
Die Premiere des Films fand am 31. März 1950 in London statt. In den USA erschien er erst am 1. Mai 1951. In der Bundesrepublik Deutschland kam er am 11. Juni 1951 in die Kinos, in Österreich am 9. November 1951.

## Kritiken
Der Filmkritiken-Aggregator Rotten Tomatoes hat ein Publikumsergebnis von 30 Prozent positiver Bewertungen ermittelt.
Das Lexikon des internationalen Films schrieb: „Ein auf schon etwas ausgefahrenen Geleisen ablaufender Krimi.“
Bosley Crowther von der The New York Times befand, die Räuber-und-Gendarm-Geschichte sei straff geschrieben und werde von Darstellern unterstützt, die ihre Rollen und Texte beherrschen.
Die Variety lobte den Film als guten Actionfilm. Ladd sei genau richtig als wortkarger mutiger Inspektor.
Bob Thomas schrieb in der San Bernardino Sun, man könne den Film nicht ernst nehmen. Actionliebende Fans von Alan Ladd werden zweifellos befriedigt sein.